# Goodea
Goodea es un género de peces actinopeterigios de agua dulce, distribuidos por ríos del centro de México.
Como el resto de peces de su familia, son especies vivíparas.

## Especies
Existen tres especies reconocidas en este género:
- Goodea atripinnis Jordan, 1880
- Goodea gracilis Hubbs y Turner, 1939
- Goodea luitpoldii (Steindachner, 1894)